# مناورة وودز اللولبية
تُطبَّق مُناورة وودز اللَّولَبيّة أثناء التّوليد عندَ التَّعامل مع عُسر ولادة الكتف -وهي حالةٌ لا يمكن فيها أن تعبر فيها أكتاف الجنين قناة الولادة (المهبل). في هذه المُناورة، يُدفع الكتف الأماميّ باتجاه صدر الوليد، ويُدفع الكتف الخلفيّ باتجاه ظهره؛ مما يجعل رأس الوليد مواجهاً لمستقيم الأمّ إلى حدٍّ ما.
لا تُجرَّب هذه المناورة إلا بعد مناورة ماكروبرتس، وبعد تجربة تطبيق الضّغط  فوق العانة (أسفل البطن).
سُمّيت على اسم الطبيب وودز، الذي كان أول من اختبر هذه المُناورة بالتّفصيل.